# Silent Descent
Silent Descent son una banda británica de heavy metal procedente de Dartford, Kent (Inglaterra) y surgida en el año 2004. El estilo de música que practican combina subgéneros como el metalcore, death metal melódico y metal alternativo con elementos electrónicos típicos de la música trance. Estos elementos se hacen presentes gracias al uso de platos giratorios y sonidos variadas de teclados. 

## Trayectoria
Silent Descent editó su primer EP en 2005, el cual presentaba una propuesta diferente al sonido actual de la banda. En 2007, se presentaron a los premios globales de banda sin contrato discográfico de TotalRock Radio, ganando en la categoría "Symphonic Rock or Metal" y siendo seleccionados por los jueces para recibir el premio "Supreme Silver" (cuarto en general del concurso). Al año siguiente, son ganadores del concurso Kerrang!/MCN Unsigned Live.
El 12 de marzo de 2008, Silent Descent lanza su disco debut Duplicity. Meses más tarde actúan en el festival Bloodstock Open Air. Los dos años posteriores la banda son cabezas de cartel del Boardie Takeover del Download Festival.
Paralelamente a los trabajos con el segundo disco, Silent Descent lanzan un EP con remixes de Duplicity en 2010. 
El segundo álbum, Mind Games, es lanzado oficialmente en el Reino Unido el 7 de mayo de 2012 y en Japón el 23 de mayo de ese mismo año con dos pistas bonus (Call Me When You Get There y Wipe Your Chin and Walk Away). El álbum fue grabado en los estudios Legacy en Londres, cuenta con la participación de Sarah Jezebel Deva (Angtoria), y mezclado por Pontus Hjelm (Dead by April) a excepción de las pistas 1 y 8 que fueron mezcladas por el productor de hard trance Alf Bamford (Technikal). Ese verano, Silent Descent actúan en el Pepsi Max Stage del Download Festival.
A todo esto se suma, ese mismo año, la salida de Chris Kipster. Tocaron con él por última vez en el Leo's Red Lion de Gravesend, Kent. Sin embargo, este se encargó de producir un álbum de remixes denominado Remind Games, que fue lanzado en 2014.
El tercer y hasta ahora último disco del grupo, Turn to Grey, fue lanzado en 2017 y su sencillo Vortex cuenta con la colaboración de Björn "Speed" Strid (Soilwork, The Night Flight Orchestra).

## Miembros

### Actuales
- Tom Watling – voz gutural (2005–presente), voz limpia (2005–2010)
- Tom Callahan – guitarra rítmica (2005, 2008–presente), coros, voz limpia (2005–presente), bajo (2005–2008)
- Paul Hurrell – teclados, coros, voz limpia (2008–presente)
- Jack "Jaco" Oxley – guitarra solista, coros, voz secundaria (2008–presente)
- Jimmy Huang – bajo (2010–presente)
- Kodi Bramble – batería (2014–presente)

### Exmiembros
- Rich Lawry-Johns – guitarra rítmica (2005–2008)
- Spencer Haynes – teclados (2006–2008)
- Nik King – guitarra solista (2005–2006)
- Kai Giritli – guitarra solista (2006–2008)
- Mr. G – DJ, samples, programación (2008–2009)
- Chris "Kipster" Ayling – DJ, samples, programación (2009–2012)
- Jak "Sniffles" Coleman – bajo (2008–2009)
- Elliot Philpot – batería (2005–2008)
- Dave Carter – batería (2008–2010)
- Jerry Sadowski – batería (2010–2014)

## Discografía

### Discos de estudio
- Duplicity (2008)
- Mind Games (2012)
- Remind Games (The Kipster Remixes) (2014)
- Turn to Grey (2017)

### EP
- Silent Descent (2005)
- Duplicity Remix (2010)

### Videos musicales
- Duplicity (2008)
- Psychotic Euphoric (2012)
- Breaking The Space (2013)
- Vortex (con Björn "Speed" Strid) (2017)
- Rob Rodda (2018)